# 張旭成
張旭成（1936年12月30日—2023年8月26日），中華民國政治人物，民主進步黨籍，曾擔任非聯合國會員國家及民族組織指導委員會主席、中華民國國家安全會議副秘書長、立法委員等職，並於美國賓州州立大學政治系任教，擔任東亞研究中心主任。
1979年1月1日美國與中華人民共和國建交，並且與中華民國斷交。美國國會為了制定臺灣關係法召開聽證會，張旭成是出席的六位在美台灣人之一。他於2月6日下午在參議院外交委員會的聽證會作證，由乔·拜登代主席主持。他主張美國不該強迫台灣和中國談判，美國也不該附合國民黨和中共的立場，承認「台灣是中國的一部份」。使台灣成為東亞的新加坡，是解決台灣問題的最佳方案。
在2004年香港藝人成龍批評台灣2004年總統大選是「天大的笑話」之後，張旭成曾發起「抵制成龍作品」運動。
2007年9月，張旭成宣誓出任中華民國駐愛爾蘭代表，但任命一直未被愛爾蘭承認而從未到任，前任代表高青雲延任至馬英九就任為止。2009年任《玉山周報》總主筆至停刊為止。2014年宣稱2016年民進黨執政後會放棄對南中國海聲稱擁有主權的主張，引發爭議。
2016年5月4日，張旭成宣稱，民進黨邀請許多國際學者、智庫人士參加2016年中華民國總統就職典禮，部分接到邀請函的美國友人卻被要求自己買機票、自付旅館錢，中華民國外交部對他說這是民進黨中央黨部的決定，「這一些民進黨國際部的人，真正要再謙卑」。同日，民進黨發言人阮昭雄表示，總統就職典禮，相關國際貴賓的邀請、接待禮節的規劃，均以國家外交事務的順利推動為原則，由外交部按照慣例辦理，民進黨中央黨部沒有介入，張旭成所言「並不是事實」。

## 外部連結
- 立法院 （页面存档备份，存于）

| 前任： 江春男 | 國家安全會議副祕書長 2004年6月21日-2006年9月28日 | 繼任： 陳忠信 |